# العلاقات الأمريكية المالية
العلاقات الأمريكية المالية هي العلاقات الثنائية التي تجمع بين الولايات المتحدة ومالي.

## مقارنة بين البلدين
هذه مقارنة عامة ومرجعية للدولتين:
| وجه المقارنة                                              | الولايات المتحدة                                                                                                  | مالي            |
| --------------------------------------------------------- | --- | --------------- |
| المساحة (كم2)                                             | 9.83 مليون | 1.24 مليون      |
| عدد السكان (نسمة)                                         | 311.58 مليون | 18.54 مليون     |
| الكثافة السكانية (ن./كم²)                                 | 31.7 | 14.95           |
| العاصمة                                                   | واشنطن العاصمة | باماكو          |
| اللغة الرسمية                                             | لغة إنجليزية | لغة فرنسية      |
| العملة                                                    | دولار أمريكي | فرنك غرب أفريقي |
| الناتج المحلي الإجمالي (بليون دولار)                      | 19.39 تريليون | 15.29 مليار     |
| الناتج المحلي الإجمالي (تعادل القوة الشرائية) بليون دولار | 18.04 تريليون | 35.69 مليار     |
| الناتج المحلي الإجمالي الاسمي للفرد دولار أمريكي          | 56.12 ألف | 724             |
| الناتج المحلي الإجمالي للفرد دولار أمريكي                 | 54.63 ألف | 1.60 ألف        |
| مؤشر التنمية البشرية                                      | 0.920 | 0.419           |
| رمز المكالمات الدولي                                      | +1 | +223            |
| رمز الإنترنت                                              | .us، حكومة، .mil، Edu.                                                                                            | .ml             |
| المنطقة الزمنية                                           | توقيت ساموا الأمريكية، توقيت أطلنطي موحد، منطقة زمنية وسطى، توقيت ألاسكا ‏، المنطقة الزمنية الجبلية، توقيت تشامرو ‏ | 00              |

## مدن متوأمة
في ما يلي قائمة باتفاقيات التوأمة بين مدن أمريكية ومالية:
- ترتبط تمبي مع تمبكتو باتفاقية توأمة منذ 1978.
- ترتبط روتشستر مع باماكو باتفاقية توأمة منذ 1964.
- ترتبط بيركيلي مع جاو باتفاقية توأمة منذ 1989.

## منظمات دولية مشتركة
يشترك البلدان في عضوية مجموعة من المنظمات الدولية، منها:
| علم المنظمة | اسم المنظمة                               | تاريخ انضمام الولايات المتحدة | تاريخ انضمام مالي |
| ----------- | ----------------------------------------- | ----------------------------- | ----------------- |
|             | الفريق المعني برصد الأرض                  | ?                             | ?                 |
|             | منظمة حظر الأسلحة الكيميائية              | ?                             | ?                 |
|             | الاتحاد الدولي للاتصالات                  | 1 يوليو 1908                  | 21 أكتوبر 1960    |
|             | منظمة الشرطة الجنائية الدولية             | ?                             | ?                 |
|             | البنك الإفريقي للتنمية                    | ?                             | ?                 |
|             | المركز الدولي لتسوية المنازعات الاستشارية | 14 أكتوبر 1966                | 2 فبراير 1978     |
|             | وكالة ضمان الاستثمار متعدد الأطراف        | 12 أبريل 1988                 | 22 أكتوبر 1992    |
|             | منظمة التجارة العالمية                    | ?                             | ?                 |
|             | يونسكو                                    | 4 نوفمبر 1946                 | 7 نوفمبر 1960     |
|             | مؤسسة التنمية الدولية                     | 24 سبتمبر 1960                | 27 سبتمبر 1963    |
|             | الأمم المتحدة                             | 24 أكتوبر 1945                | 28 سبتمبر 1960    |
|             | الاتحاد البريدي العالمي                   | ?                             | ?                 |
|             | البنك الدولي للإنشاء والتعمير             | 27 ديسمبر 1945                | 27 سبتمبر 1963    |
|             | مؤسسة التمويل الدولية                     | 20 يوليو 1956                 | 9 مايو 1978       |

## أعلام
هذه قائمة لبعض الشخصيات التي تربطها علاقات بالبلدين:
- كيمبرلي إليز (17 أبريل 1967 – )

## وصلات خارجية
- موقع وزارة الخارجية الأمريكية